# آریتا، ساگا
آریتا، ساگا (به لاتین: Arita, Saga) یک منطقهٔ مسکونی در ژاپن است که در استان ساگا واقع شده‌است. آریتا  ۲۱٬۰۶۶ نفر جمعیت دارد.

## خواهرخوانده
شهر مایسن خواهرخواندهٔ آریتا، ساگا هست.